# 오오와다 나나
오오와다 나나(일본어: 大和田 南那, 1999년 9월 15일 ~ )는 일본의 아이돌이며, 여성 아이돌 그룹 전 AKB48 팀A와 덴덴무Chu!의 멤버이다.
치바 현 출신.

## 내력
2013년
- 1월 19일, 《AKB48 제12회 연구생 (15기생) 오디션》의 최종 심사에 합격.
- 4월 30일, 〈오오시마 팀K〉 공연의 백 댄서로서 AKB48 극장 데뷔[1].
- 6월 9일, 《연구생 공연 〈파자마 드라이브〉》에 첫 출연[2].
- 12월 11일에 발매의 AKB48의 34th 싱글 〈플라타너스 나무가 서 있는 길에서 「네 미소가 꿈에 나왔어」라고 말해버린다면 우리들의 관계는 어떻게 변하는 걸까, 나 나름대로 며칠이고 생각해본 후의 조금 부끄러운 결론처럼〉(Type-A)에 수록된 〈Party is over〉에서는 센터를 맡는다.

2014년
- 2월 24일, Zepp DiverCity에서 행해진 《AKB48 그룹 대조각 축제~시대는 변한다. 하지만, 우리는 앞 밖에 보지 않아!~》에서, 팀B로 승격하는 것이 발표되었다[3].
- 4월 방송 개시의 드라마 《세일러 좀비》(TV 도쿄 계열)로 카와에이 리나, 타카하시 쥬리와 함께 연속 드라마에 첫 출연 및 주연을 맡는다[4].

2015년
- 3월 25일, 사이타마 슈퍼 아레나에서 열린 《AKB48 영멤버 전국 투어 ~미래는 지금부터 만든다~》의 첫 날 공연에서 새로 결성된 7인조 그룹 《덴덴무Chu!》 참여가 발표되었다.
- 3월 26일, 사이타마 슈퍼 아레나에서 개최된 《AKB48 봄의 단독 콘서트 ~차기 총감독 아직 수행중~》에서, 팀A로의 이동이 발표되었다.
- 5월부터 6월에 걸쳐 실시된 《AKB48 41st 싱글 선발 총선거》에서는 75위로, 업커밍 걸즈에 선출되었다[5].

2016년
- 5월부터 6월에 걸쳐 실시된 《AKB48 45th 싱글 선발 총선거》에서는 62위로, 퓨처 걸즈에 선출되었다[6].
- 11월 29일, AKB48 극장에서 졸업을 발표하였다[7].

2017년
- 3월 18일, AKB48 극장에서 행해진 졸업 공연으로 인해 AKB48를 졸업.

## AKB48에서의 참가곡

### 싱글 CD 선발곡
- 〈ハート・エレキ 하트 일렉트릭 기타〉에 수록
  - 君の瞳はプラネタリウム / 네 눈동자는 플라네타리움 - 연구생 명의
- 〈鈴懸の木の道で「君の微笑みを夢に見る」と言ってしまったら僕たちの関係はどう変わってしまうのか、僕なりに何日か考えた上でのやや気恥ずかしい結論のようなもの 플라타너스 나무가 서 있는 길에서 「네 미소가 꿈에 나왔어」라고 말해버린다면 우리들의 관계는 어떻게 변하는 걸까, 나 나름대로 며칠이고 생각해본 후의 조금 부끄러운 결론처럼〉에 수록
  - Party is over
- 〈前しか向かねえ 앞 밖에 보지 않아〉에 수록
  - 昨日よりもっと好き / 어제보다 더 좋아해 - Smiling Lions 명의
- ラブラドール・レトリバー / 래브라도 리트리버
  - Bガーデン / B 가든 - 팀B 명의
- 〈心のプラカード 마음의 플래카드〉에 수록
  - 教えてMommy / 가르쳐줘 Mommy
- 望的リフレイン / 희망적 리프레인
  - ロンリネスクラブ / 론리네스 클럽 - 팀B 명의
- 〈Green Flash〉에 수록
  - 春の光 近づいた夏 / 봄의 빛 다가온 여름
  - ヤンキーロック / 양키 록
- 僕たちは戦わない / 우리는 싸우지 않아
  - Summer side - 셀렉션 16 명의
  - カフカとでんでんむChu! / 카프카와 덴덴무Chu! - 덴덴무Chu! 명의
- 〈ハロウィン・ナイト 할로윈 나이트〉에 수록
  - 君だけが秋めいていた / 너만이 가을다워져 있었다 - 업커밍 걸즈 명의
- 〈唇にBe My Baby 입술에 Be My Baby〉에 수록
  - やさしい place / 상냥한 place - 팀 A 명의
  - 背中言葉 / 등 너머로 하는 말
  - 君を君を君を… / 너를 너를 너를... - 차세대 선발 명의
- 〈君はメロディー 너는 멜로디〉에 수록
  - LALALAメッセージ / LALALA 메시지 - AKB48 차세대 선발 명의
  - 混ざり合うもの / 서로 섞이는 것 - 노기자카AKB 명의
  - M.T.に捧ぐ / M.T.에 바친다 - 팀 A 명의
- 〈翼はいらない 날개는 필요 없어〉에 수록
  - Set me free - 팀 A 명의
- 〈LOVE TRIP/しあわせを分けなさい LOVE TRIP/행복을 나눠라〉에 수록
  - 岸が見える海から / 벼랑이 보이는 바다에서 - 퓨처 걸즈 명의

### 앨범 CD 선발곡
- 《次の足跡 다음 발자국》에 수록
  - 散ればいいのに… / 떨어지면 좋을텐데…
- 《ここがロドスだ、ここで跳べ! 여기가 로도스다, 여기서 뛰어라!》에 수록
  - To goで / To go로 - 팀B 명의
  - Birth
  - 最初の愛の物語 / 첫사랑 이야기
- 《0과 1의 문》에 수록
  - Clap - 팀 A 명의

### 극장 공연 유닛곡
AKB48 연구생 공연 〈파자마 드라이브〉 공연
- てもでもの涙 / 해도 해도 눈물

팀4 2nd Stage 〈손을 잡으며〉 공연
- ウィンブルドンへ連れて行って / 윔블던에 데려가 줘 ※
※시노자키 아야나의 언더
- チョコの行方 / 초코의 행방 ※
※하시모토 히카리의 언더

팀B 6th Stage 〈파자마 드라이브〉 공연
- 天使のしっぽ / 천사의 꼬리
- てもでもの涙 / 해도 해도 눈물 ※
※와타나베 마유의 언더

이와모토 테루오 〈청춘은 아직 끝나지 않아〉공연
- 青空カフェ / 푸른 하늘 카페

팀 A 7th Stage 「M.T에게 바친다」 공연
- 制服ビキニ / 유니폼 비키니

## 출연

### 드라마
- 세일러 좀비 (2014년 4월 ~ 6월, TV 도쿄) - 주연·이누이 마이코 역
- 마지스카 학원 4 (2015년 1월 20일~ 3월 31일, 닛폰 TV) - 좀비 역
- 마지스카 학원 5 (2015년 8월 24일~ , 닛폰 TV) - 좀비 역

### 버라이어티
- AKBINGO! (부정기 출연, 닛폰 TV)
- AKB48 SHOW! (부정기 출연, BS 프리미엄)
- 아리요시 AKB 공화국 (2014년 1월 27일 ~ 부정기 출연, TBS)
- AKB48의 너, 누구? (2013년 12월 26일 ~ 부정기 출연, NOTTV)

### 무대
- 뮤지컬 〈AKB49~연애 금지 조례~〉 (2014년 9월 11일 ~ 16일, AiiA Theater Tokyo)